# 天野なな実
天野 なな実（あまの ななみ、1995年1月27日 - ）は、日本のフリーアナウンサー。

## 略歴
愛知県蒲郡市出身。愛知県立豊橋東高等学校卒業。明治学院大学文学部フランス文学科卒業後、2017年（平成29年）4月にチューリップテレビにアナウンサーとして入社。2019年（令和元年）10月にテレビ愛知に移籍。テレビ愛知退社後の2023年（令和5年）10月よりフリーアナウンサーとして活動。
2025年6月6日のCBCラジオ ＃プラス!内で第一子の妊娠を発表。秋頃から産休の予定である

## 人物
- 趣味：モーニング、パン屋巡り、ゴルフ、海外旅行、器集め[2]
- 特技：アイドルのコピーダンス、絵を描くこと[2]

## 出演番組
- 中京テレビNEWS（中京テレビ） - 隔週土曜日早朝[5]
- PUSH!（中京テレビ）
- チャント!（CBCテレビ） - レポーター
- CBCラジオ ＃プラス!（CBCラジオ）（2025年4月4日 - ）[6]

2024年12月20日、27日、2025年2月7日、14日、3月7日、14日、21日、28日に山内彩加の代演を務めている。
- 大前りょうすけのちょいバズ!（CBCラジオ）

大前りょうすけの代演（2024年9月14日）
- 蒲郡UP!（エフエム豊橋）（2025年4月13日 - ）[7]

## テレビ愛知在籍時
- ななTHE禅
- 情報ステーション　はちまるご
- 5時スタ
- 古家正亨の韓流クラス

テレビ愛知退社後も2024年3月まで出演

## チューリップテレビ在籍時
- ニュース6
- ニュース深夜便
- ミタイノコレクション